# Jesetri
Jesetri (znanstveno ime Acipenseridae) so družina rib žarkoplavutaric, v katero uvrščamo 22 vrst v štirih rodovih. Razširjeni so v vodah hladnega in zmernega podnebnega pasu Evrazije in Severne Amerike ter so bodisi sladkovodni, bodisi anadromni – slednji večino časa preživijo v morju, za drst pa migrirajo navzgor po rekah.
Najbolj so prepoznavni po petih vzdolžnih vrstah koščenih plošč po hrbtni strani telesa, nesimetrični repni plavuti z daljšo, navzgor usmerjeno zgornjo krpo, in zašiljenem gobcu z iztegljivimi usti na spodnji strani, ki jih obdajata dva para brkov. Tudi zgornji del glave je zaščiten s koščenimi ploščami. Hrbtna plavut je daleč zadaj na telesu, blizu repne.
Iz nekaterih vrst jesetrov pridobivajo neoplojene ikre, iz katerih izdelujejo kaviar, znano delikatesno jed, ki so jo uživali že stari Egipčani in Grki. Zaradi donosnosti te dejavnosti je v sodobnem času prišlo do prelova, zaradi česar so postale te vrste redke in ogrožene. Zdaj so zaščitene, razvilo pa se je gojenje jesetrov za kaviar.

## Seznam vrst[1]
- rod Acipenser Linnaeus, 1758
  - sibirski jeseter (Acipenser baerii Brandt, 1869)
  - Acipenser brevirostrum Lesueur, 1818
  - Acipenser fulvescens Rafinesque, 1817
  - Acipenser gueldenstaedtii Brandt & Ratzeburg, 1833
  - Acipenser medirostris Ayres, 1854
  - Acipenser mikadoi Hilgendorf, 1892
  - jadranski jeseter (Acipenser naccarii Bonaparte, 1836)
  - gladki jeseter (Acipenser nudiventris Lovetsky, 1828)
  - Acipenser oxyrinchus Mitchill, 1815
  - Acipenser persicus Borodin, 1897
  - kečiga (Acipenser ruthenus Linnaeus, 1758)
  - Acipenser schrenckii Brandt, 1869
  - Acipenser sinensis Gray, 1835
  - pastruga (Acipenser stellatus Pallas, 1771)
  - atlantski jeseter (Acipenser sturio Linnaeus, 1758)
  - ameriški jeseter (Acipenser transmontanus Richardson, 1836)
- rod Huso Brandt & Ratzeburg, 1833
  - Huso dauricus (Georgi, 1775)
  - beluga (Huso huso [Linnaeus, 1758])
- rod Pseudoscaphirhynchus Nikolskii, 1900
  - Pseudoscaphirhynchus fedtschenkoi (Kessler, 1872)
  - Pseudoscaphirhynchus hermanni (Kessler, 1877)
  - Pseudoscaphirhynchus kaufmanni (Kessler, 1877)
- rod Scaphirhynchus Heckel, 1836
  - Scaphirhynchus suttkusi Williams & Clemmer, 1991

V slovenskem delu Tržaškega zaliva se občasno pojavlja jadranski jeseter. Obstaja tudi nekaj zgodovinskih zapisov o atlantskem jesetru, ki pa je zdaj globalno zelo redek in ogrožen. V rekah črnomorskega povodja na Slovenskem je nekdaj živelo tudi več drugih vrst na čelu z belugo, ki je največja riba kostnica na svetu.